# Vườn quốc gia Deosai
Vườn quốc gia Deosai (tiếng Urdu: دیوسائی نیشنل پارک) Là một đồng bằng alpine tầm cao và công viên quốc gia ở miền bắc Pakistan. Nó nằm trong quận Skardu ở Gilgit Baltistan. Đồng bằng Deosai nằm ở độ cao trung bình 4.114 mét (13.497 ft) so với mực nước biển.

## Từ nguyên

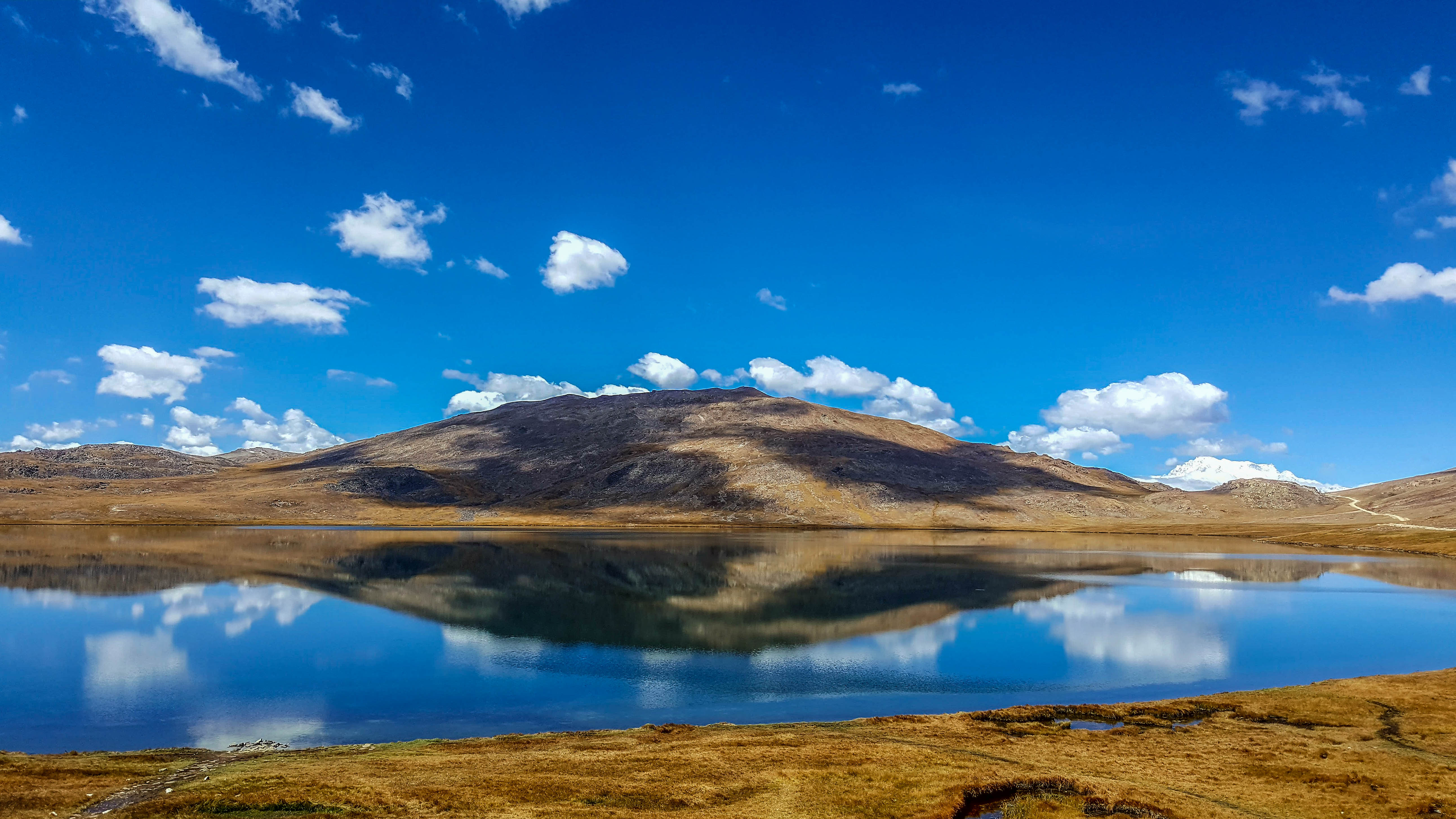
Hồ Sheosar nằm ở phía tây của Vườn quốc gia Deosai.

'Deosai' (tiếng Urdu: دیوسای٘) có nghĩa là 'vùng đất của những người khổng lồ' trong tiếng Urdu. Người Balti gọi nơi này là 'Ghbiarsa' (Balti) đề cập đến 'Địa điểm của mùa hè' bởi vì nó chỉ có thể tới vào mùa hè.

## Địa lý

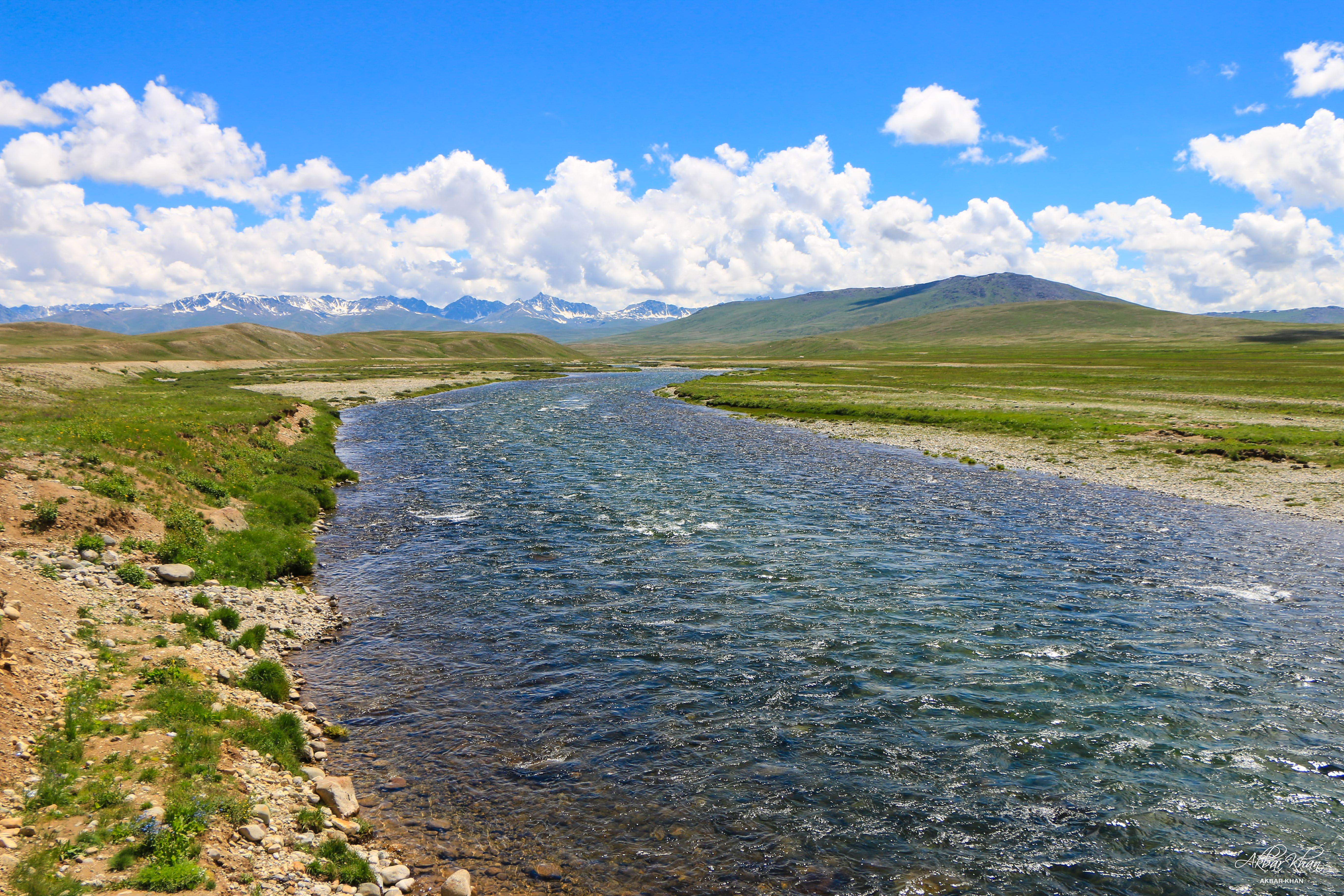
Bara Pani là lớn nhất trong số các con sông đi qua Vườn quốc gia Deosai.

Vườn quốc gia Deosai nằm giữa Kharmang, Astore và Skardu ở Gilgit Baltistan. Nó có độ cao trung bình 4.114 mét (13.497 ft)   trên mực nước biển, làm cho Đồng bằng Deosai đứng thứ hai      cao nguyên cao nhất thế giới sau cao nguyên Tây Tạng Changtang. Công viên bảo vệ diện tích 3.000 kilômét vuông (1.200 dặm vuông Anh). Nó nổi tiếng với hệ động thực vật phong phú của vùng sinh thái thảo nguyên núi cao Karakoram-Tây Tạng. Vào mùa xuân, nó được bao phủ bởi những bông hoa dại và rất nhiều loài bướm.